# کلودیوس
تیبریوس کلودیوس سزار آگوستوس ژرمانیکوس (به لاتین: Tiberius Claudius Caesar Augustus Germanicus)‏ (۱ اوت ۱۰ پ. م - ۱۳ اکتبر ۵۴) چهارمین امپراتور روم از دودمان ژولیو کلودین بود.
وی از سنین پایین مشکل لکنت زبان داشت و این از طرف خانواده وی نیز تأیید شده بود و دورنمایی برای رسیدن به پست‌های عمومی برای وی نداشتند. پس از قتل کالیگولا وی تنها بازمانده مرد خانواده بود و به این ترتیب به امپراتوری رسید.
ناتوانی کلادیوس احتمالاً او را از سرنوشت بسیاری از اشراف دیگر در طی تصفیه‌های دوران سلطنت تیبریوس و کالیگولا نجات داد. دشمنان بالقوه او را تهدید جدی نمی‌دیدند. زنده ماندن وی باعث شد که وی پس از ترور کالیگولا توسط گارد پرتورین به عنوان امپراتور اعلام شود، در این زمان او آخرین مرد بزرگسال خانواده خود بود. با وجود کمبود تجربه، کلادیوس ثابت کرد که یک مدیر توانمند و کارآمد است. وی بوروکراسی امپراتوری را شامل آزادگان کرد و برای بازگرداندن اقتصاد امپراتوری کلودیوس تلاش بسیاری کرد، تا بحران‌های ایجاد شده از دوره کالیگولا را پایان بخشد. اما اعتماد عمومی مردم نسبت به خاندان ژرمانیکوس کاهش یافته بود. وی همچنین یک سازنده بلند پرواز بود، و در سراسر امپراتوری جاده‌ها، قنات‌ها و کانال‌های جدید زیادی می‌ساخت. در دوران سلطنت وی امپراتوری فتح موفقیت‌آمیز بریتانیا را آغاز کرد.
در سال ۴۳ م امپراتور کلودیوس همراه با لژیون‌های دوم آگوستا، نهم اسپانیا، چهاردهم جمینا و بیستم والریا ویکتریکس به بریتانیا حمله کرد. اولین پادگان لژیون بیستم در بریتانیا در منطقهٔ کامولودونوم مرکز ایالت ترینووانتس (در گلوستر امروزی) بود. کلودیوس توانست، کار تصرف بریتانیا را برای روم یکسره کند.
کلودیوس بعد از ورود آخرین همسرش یعنی برادرزاده اش امپراتریس اگریپینا که میزان زیادی از قدرتش را به‌دست آورده بود اقدامات مفیدتری را برای گسترش امپراتوری به عمل آورد هر چند قبل از آن هم حکومتی مؤثر داشت ولی با ورود اگریپینا موفقیت بیشتری به‌دست آورد اما قدرتش شروع به افول کرد.
وی که علاقه شخصی به قانون داشت، در دادگاه‌های عمومی ریاست می‌کرد و حداکثر بیست فرمان در روز صادر می‌کرد. وی در طول سلطنت خود، به ویژه توسط عناصر اشراف، آسیب‌پذیر دیده می‌شد. کلادیوس دائماً مجبور به دفاع از مواضع خود بود، که منجر به مرگ بسیاری از سناتورها شد. این وقایع به اعتبار وی در میان نویسندگان باستان آسیب رساند، اگرچه مورخان جدیدتر این نظر را اصلاح کرده‌اند. بسیاری از نویسندگان ادعا می‌کنند که وی توسط همسر خود، آگریپینا جوان ترور شد. پس از مرگ وی در سن ۶۳ سالگی، نرون، برادرزاده بزرگ وی و پسر خوانده قانونی که به‌طور قانونی پذیرفته شد، جانشین وی به عنوان امپراتور شد. از سلطنت ۱۳ ساله کلاودیوس (کمی بیشتر از دوران نرون) هیچ جانشینی تا زمان دومیتیان که به مدت ۱۵ سال سلطنت کرد، پیشی نخواهد گرفت.

## تصویرسازی مدرن
- شناخته‌شده‌ترین بازنمایی داستانی از امپراتور کلودیوس در کتاب‌های «من، کلودیوس» و «کلودیوس خدا» (که به ترتیب در سال‌های ۱۹۳۴ و ۱۹۳۵ منتشر شدند) نوشته رابرت گریوز وجود داشت که هر دو به صورت اول شخص نوشته شده بودند تا به خواننده این تصور را بدهند که زندگینامه کلودیوس هستند. گریوز از یک ترفند داستانی استفاده کرد تا القا کند که این کتاب‌ها ترجمه‌های اصیل و اخیراً کشف‌شده‌ای از نوشته‌های کلودیوس هستند. نامه‌ها، سخنرانی‌ها و گفته‌های موجود کلودیوس در متن (عمدتاً در کتاب دوم، «کلودیوس خدا») گنجانده شده است تا به اصالت آن افزوده شود.
- در سال ۱۹۳۷، کارگردان جوزف فون اشترنبرگ تلاش کرد تا نسخه‌ای سینمایی از «من، کلودیوس» را با بازی چارلز لاتون در نقش کلودیوس بسازد. با این حال، بازیگر نقش اصلی، مرل اوبرون، دچار یک تصادف رانندگی نزدیک به مرگ شد و فیلم هرگز به پایان نرسید. حلقه‌های باقی‌مانده در مستند بی‌بی‌سی «حماسی که هرگز نبود» (۱۹۶۵) به نمایش درآمدند. حقوق فیلم سینمایی برای یک فیلم جدید در نهایت به تهیه‌کننده اسکات رودین (متولد ۱۹۵۸) واگذار شد.[۳]
- دو کتاب گریوز مبنای اقتباس تلویزیونی بریتانیایی «من، کلودیوس» به تهیه‌کنندگی بی‌بی‌سی قرار گرفتند. این سریال با بازی درک جاکوبی در نقش کلودیوس در سال ۱۹۷۶ از بی‌بی‌سی ۲ پخش شد.[۴] این سریال موفقیت چشمگیری از نظر منتقدان کسب کرد و چندین جایزه بفتا را از آن خود کرد. این سریال بعداً در سال ۱۹۷۷ در ایالات متحده از طریق تئاتر مسترپیس پخش شد. نسخه ۷-VHS سال ۱۹۹۶ و نسخه بعدی دی‌وی‌دی این سریال تلویزیونی، شامل مستند «حماسی که هرگز نبود» نیز می‌شود.
- اقتباسی رادیویی از رمان‌های گریوز نوشته‌ی رابین بروکس و به کارگردانی جانکیل پنتینگ، در شش قسمت یک ساعته از رادیو بی‌بی‌سی ۴ از ۴ دسامبر ۲۰۱۰ پخش شد. بازیگران این سریال شامل تام گودمن-هیل در نقش کلودیوس، درک جاکوبی در نقش آگوستوس، هریت والتر در نقش لیویا، تیم مک‌اینرنی در نقش تیبریوس و ساموئل بارنت در نقش کالیگولا بودند.
- فیلم «دیمتریوس و گلادیاتورها» محصول ۱۹۵۴ نیز او را با بازی بری جونز، به شکلی دلسوزانه به تصویر کشید.[۵]
- در فیلم مسالینا محصول ۱۹۶۰، مینو دورو نقش کلودیوس را بازی می‌کند.[۶]
- در تلویزیون، فردی جونز نقش کلودیوس را در سریال تلویزیونی بریتانیایی «سزارها» محصول ۱۹۶۸ بازی کرد.[۷]
- در فیلم سینمایی کالیگولا محصول ۱۹۷۹، که نقش آن را جیانکارلو بادسی بازی کرد، کلودیوس به عنوان یک احمق به تصویر کشیده شده است، برخلاف تصویری که رابرت گریوز از کلودیوس به عنوان مردی حیله‌گر و بسیار باهوش ارائه داده است که دیگران او را احمق می‌دانند.[۸]
- در فیلم فرانسوی-ایتالیایی «کالیگولا و مسالینا» محصول ۱۹۸۱، جینو تورینی (در نقش جان ترنر) نقش او را بازی کرد.[۹]
- در مینی‌سریال تلویزیونی «بعد از میلاد» که در سال ۱۹۸۵ ساخته شد، ریچارد کیلی در نقش کلودیوس بازی می‌کند. کیلی او را فردی متفکر، اما متمایل به جلب نظر عموم و همچنین تحت تأثیر آگریپینا به تصویر می‌کشد.[۱۰]
- در فیلم تلویزیونی نرون محصول 2004، کلودیوس توسط ماسیمو داپورتو به تصویر کشیده شده است.[۱۱]
- او در فصل سوم سریال مستند نتفلیکس «امپراتوری روم» که بر سلطنت کالیگولا تمرکز دارد، توسط کلسون هندرسون به تصویر کشیده شده است. این سریال با به تخت نشستن کلودیوس به پایان می‌رسد.[۱۲]
- همچنین در فیلم گلادیاتور به سرکوب کودتا توسط کلودیوس اشاره شده است، هرچند آن حادثه کاملاً تخیلی است.[۱۳]
- نقش او را درک جاکوبی در فیلم «تاریخ‌های وحشتناک: فیلم - رومن‌های فاسد» محصول ۲۰۱۹ بی‌بی‌سی بازی می‌کند.[۱۴]